# Lygodium oligostachyum
Lygodium oligostachyum là một loài dương xỉ trong họ Lygodiaceae. Loài này được Willd. Desv. mô tả khoa học đầu tiên năm 1827.